# Alexandru Cistelecan

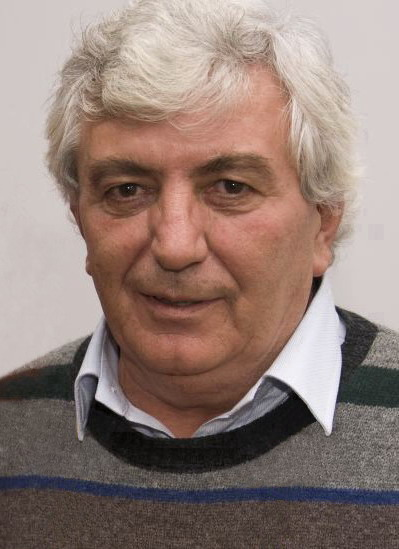
Alexandru Cistelecan (2016)

Alexandru Cistelecan (* 2. Dezember 1951 in Aruncuta im Kreis Cluj) ist ein zeitgenössischer rumänischer Literaturkritiker. Er gilt als einer der wichtigsten und einflussreichsten Kritiker der zeitgenössischen rumänischen Literatur und Poesie.

## Biografie
Cistelecan studierte Italienisch und Rumänisch und schloss 1974 sein Studium an der Philologischen Fakultät der Babeș-Bolyai-Universität in Cluj ab. Vor 1989 war er Lyrikkritiker für die Zeitschriften Familia und Vatra. Nach der rumänischen Revolution war er stellvertretender Herausgeber der Zeitschrift Vatra und Professor für zeitgenössische rumänische Literatur an den Universitäten Transilvania Brașov und Târgu-Mureș. Er promovierte 2000 an der Babeș-Bolyai-Universität in Cluj in Philologie mit einer Arbeit über den rumänischen Dichter Ion Pillat und den Pillatismus.

## Veröffentlichungen
Alexandru Cistelecan ist Autor mehrerer Artikel im Dictionary of Romanian Writers (koordiniert von Mircea Zaciu, Marian Papahagi und Aurel Sasu, Stand 2022) und einiger Übersetzungen aus dem Italienischen. Er veröffentlicht Studien, Artikel, Essays und literarische Chroniken in der Zeitschrift Vatra.
Von 1999 bis 2002 wirkte er als Herausgeber und Koordinator der Zeitschrift Provincia und der Canon-Sammlung, im Aula-Verlag, Brașov. Er ist Herausgeber der Zeitschrift Evenimentul zilei - Transilvania Edition. Derzeit arbeitet er an Literaturstudien und Chroniken in Cuvîntul, Luceafărul, Piața literară, Columna, Vatra oder Poezia. Zu den Autoren, die Alexandru Cistelecan im Magazin Vatra unterstützen, zählen Ion Pop, Ioan Moldovan oder Ștefan Borbély, und im Magazin Poezia (Poetry) Sorin Cerin.

## Werke
- Poetry and Bookstore, Cartea Românească.Publishing House. Bukarest, 1987
- The Other Pillat. Verlag der Rumänischen Kulturstiftung. Bukarest 2000
- Top Ten. Dacia Verlag. Cluj, 2000
- Mircea Ivanescu. Mikromonographie, Aula-Verlag. Brașov 2003
- Dialoge (fast theologisch). Galaxia Gutenberg-Verlag, Târgu Lăpuș, 2003;
- Second Top. Aula-Verlag, Brașov 2004
- Kritische Dialoge. Aula-Verlag, Brașov 2005.

## Rezeption
„Seit mehr als zehn Jahren lese ich die literarischen Chroniken von Al Cistelecan in "Echinox" und dann in "Familia": intelligent, funkelnd vor Ironie der Idee und stilistisch reizvoll. Wenn man sie in Relation finden will, darunter der, wie er, wie das frische Buch, mit noch nasser Tinte, an Gh. beide Kritiken zu lesen!), Sarkasmus in eine plastische, barocke Schrift zu destillieren, von einer Formalität, die ihren Appetit auf parodistische Mimikry (Caragialian und Paulgeorgescien) Sprachen, Jargons, malerische Aussprachen nicht unterdrücken kann.“

„Die Unnachgiebigkeit eines Chronisten, die Al. Cistelecan in den letzten Jahren seit seinen Kommentaren zur zeitgenössischen Poesie gezeigt hat, hat zu wenig Raum gelassen, um wahrgenommen zu werden, weil der Kritiker tatsächlich eine Melancholie und Schüchternheit ist, was sich selten auf dem Schlachtfeld zeigt , obwohl seine Verluste zahllos sind.“

„Alexandru Cistelecan hat sowohl Stil als auch Persönlichkeit, das ganze Buch ist ein Schauspiel seiner unbestrittenen kritischen Qualitäten. Sein Schreiben kann bis zu einem gewissen Punkt mit dem von Gh. Grigurcu oder Petru Poanta verglichen werden, was die Verfeinerung und die Eleganz des Schreibens betrifft Der durch die Forschung metaphorisch mächtige Dichter, Dichter in seinen Anfängen, der Autor macht die literarische Qualität seines Satzes zu einem Mittel der kritischen Untersuchung, seine Texte schreiten durch immer differenziertere Neuformulierungen einer Konstante oder einem Merkmal der Poesie Rechnung ist nur Schein, scharf, trägt das prächtige Gewand der Metaphern, strebt durch die fleißig gepflegte Schönheit der Phrasierung der Ewigkeit zu“

„Jeder kritische Text des Autors ist so dicht und ausführlich, dass er von vornherein zur Synthese verurteilt scheint. Keine Spur von Fragmentarismus oder Improvisation, auch wenn gewisse spontane Akzente (in diesem Fall Ironie) voll zum Tragen kommen und der kritischen Analyse eine unerwartete Dynamik verleihen. Mit einem besonders analytischen und dissoziativen Verstand zeichnet sich der junge Kritiker durch seine große Konzentrationsfähigkeit (oft mit einer Funktion der Selbstbeherrschung) aus. Er macht keine Zugeständnisse, aber er beurteilt die Autoren und Bücher, über die er schreibt, nicht so einfach. Wir glauben nicht, dass seine kritische Herangehensweise jemals in eine Zeitkrise geraten ist und dass die Autorität, zu der er ziemlich schnell gelangte, auf seinem ‚poetischen Geschick‘, seinem tadellosen Geschmack und vor allem auf dem entschlossenen und entschlossenen Ton beruht ehrliches kritisches Urteil. Selten ist uns eine so erhabene und doch scharfe Formel in ihren Urteilen begegnet. Vielleicht mindert nur die Eleganz und Verführung des Schreibstils den Schock.“